# Йованович, Раде (Народный герой Югославии)
Радован (Раде) Йованович (серб. Радован "Раде" Јовановић; 1904, Парцани, около Сопота — 25 сентября 1941, Слатина, около Сопота) — югославский сербский крестьянин, партизан времён Народно-освободительной войны Югославии и Народный герой Югославии.

## Биография
Родился в 1904 году в деревне Парцани в Космае. Проживал в своей деревне и занимался земледелием, а также интересовался политикой. С ранних лет состоял в рабочем движении, а в 1938 году был принят в Коммунистическую партию Югославии. В 1939 году вошёл в Космайский районный комитет КПЮ, а затем стал секретарём того же комитета и членом Белградского окружного комитета КПЮ. 
После Апрельской войны и последовавшей оккупации Югославии ушёл в партизанское подполье. Выполнял задания Белградского окружного комитета по организации партизанского движения и акциях в Космае.
В июле 1941 года Раде присутствовал на встрече, на которой коммунистические деятели Космая объявили об образовании Космайского партизанского отряда. Командиром отряда был назначен Коча Попович, а Раде Йованович стал его заместителем. Однако в первом же своём бою против недичевцев Раде Йованович погиб: это случилось у деревни Слатина 25 сентября 1941 года.
Указом от 20 декабря 1951 года Радовану (Раде) Йовановичу было присвоено посмертно звание Народного героя Югославии.